# Rana draytonii
Rana draytonii es una especie de anfibio anuro de la familia Ranidae. Es uno de los anfibios capaces de realizar los saltos más largos, capaces de saltar hasta unos 6 m (récord). La especie que ha disminuido significativamente o ha desaparecido de gran parte de su área de distribución natural ha sido clasificada como vulnerable. Una vez fue común y habría inspirado la historia de Mark Twain: la famosa rana saltarina del condado de Calaveras.

## Distribución geográfica
Esta especie se encuentra desde el nivel del mar hasta 2440 m s. n. m. en el oeste de América del Norte, en México en el noroeste del estado de Baja California y, en los Estados Unidos, en el oeste de California.

## Etimología
Esta especie lleva el nombre en honor a Joseph Drayton (1795-1856).

## Publicación original
- Baird & Girard, 1852 : Descriptions of new species of reptiles, collected by the U.S. Exploring Expedition under the command of Capt. Charles Wilkes, U.S.N. First part — Including the species from the western coast of America. Proceedings of the Academy of Natural Sciences of Philadelphia, vol. 6, p. 174-177[4]

## Estado de las poblaciones
Anteriormente común, la especie ahora está amenazada y sujeta a un plan de reintroducción (se observaron nueve huevos en 2017 en el condado).[cita requerida]